# Trimezia
Genre
Classification phylogénétique
Trimezia est un genre appartenant à la famille des Iridaceae. Il comprend une quarantaine d'espèces originaires des régions les plus chaudes de l'Amérique du Sud, l'Amérique centrale et des Antilles.
Les plantes proviennent de rhizomes courts, ont un bouquet de feuilles en éventail comme les Iris et des fleurs éphémères similaires à celles des Cypella, avec trois grands tépales externes et trois internes petits. La plupart des espèces ont des fleurs jaunes avec des taches brunes ou violettes au centre. En général, les espèces de ce genre se développent pendant l'été et ont une période de repos en hiver. 
Vers la fin du XXe siècle, les analyses phylogénétiques conduisent à distinguer parmi les Iridacées la tribu des Trimezieae, qui inclut les Trimezia et les genres connexes que sont Pseudotrimezia est Neomarica, souvent confondus. En 2018, les recherches sont toujours en cours pour déterminer les espèces et leur affectation dans ces différents genres. 

## Liste d'espèces
Selon ITIS :
- Trimezia martinicensis (Jacq.) Herbert

### Espèces
- Trimezia bahiensis Ravenna, Onira 8: 30 (2003).
- Trimezia bauensis Ravenna, Onira 1: 9 (1988).
- Trimezia altivallis Ravenna, Onira 8: 32 (2003).
- Trimezia brevicaulis Ravenna, Bol. Soc. Argent. Bot. 10: 321 (1965).
- Trimezia caeteana Ravenna, Onira 1: 7 (1988).
- Trimezia chimantensis Steyerm., Ann. Missouri Bot. Gard. 71: 301 (1984).
- Trimezia concinna Ravenna, Onira 1: 6 (1988).
- Trimezia connata Ravenna, Wrightia 7: 91 (1982).
- Trimezia cristaliensis Ravenna, Onira 1: 1 (1988).
- Trimezia decora Ravenna, Onira 8: 33 (2003).
- Trimezia decumbens Ravenna, Onira 8: 34 (2003).
- Trimezia exillima Ravenna, Revista Inst. Munic. Bot. 3: 30 (1969).
- Trimezia fistulosa R.C.Foster, Rhodora 64: 309 (1962).
- Trimezia fistulosa var. fistulosa.
- Trimezia fistulosa var. longifolia Chukr, Bol. Bot. Univ. São Paulo 13: 106 (1992).
- Trimezia fosteriana Steyerm., Fieldiana, Bot. 28: 160 (1951).
- Trimezia galaxioides (Gomes) Ravenna, Wrightia 7: 94 (1982).
- Trimezia guaricana Ravenna, Wrightia 7: 93 (1982).
- Trimezia guianensis Ravenna, Wrightia 7: 93 (1982).
- Trimezia itamarajuensis Ravenna, Onira 1: 3 (1988).
- Trimezia itatiaica Ravenna, Onira 8: 34 (2003).
- Trimezia jaguatirica Ravenna, Onira 8: 35 (2003).
- Trimezia juncifolia (Klatt) Benth. & Hook.f., Gen. Pl. 3: 690 (1883).
- Trimezia latifolia Ravenna, Onira 8: 36 (2003).
- Trimezia lutea (Klatt) R.C.Foster, Rhodora 64: 308 (1962).

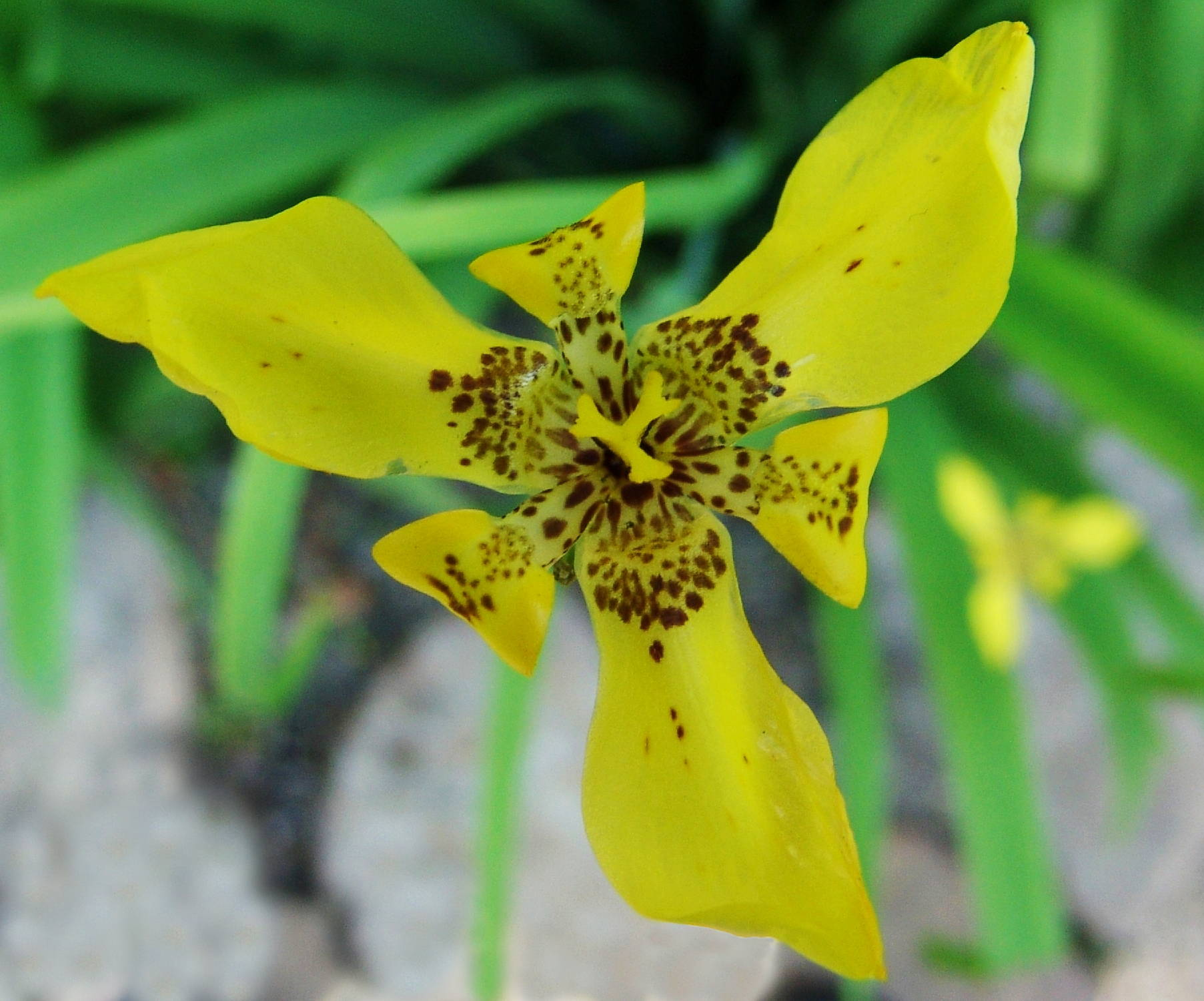
Trimezia steyermarkii

- Trimezia martinicensis (Jacq.) Herb., Edwards's Bot. Reg. 30(Misc.): 88 (1844).
- Trimezia marumbina Ravenna, Onira 8: 36 (2003).
- Trimezia mogolensis Ravenna, Onira 8: 31 (2003).
- Trimezia organensis Ravenna, Revista Inst. Munic. Bot. 3: 31 (1969).
- Trimezia pardina Ravenna, Pabstia 11: 1 (2000).
- Trimezia plicatifolia Chukr, Cad. Estud. Pesq., UNIP (São Paulo) 7: 6 (2001).
- Trimezia pusilla Ravenna, Bonplandia (Corrientes) 2: 277 (1968).
- Trimezia riopretensis Ravenna, Onira 8: 37 (2003).
- Trimezia sincorana Ravenna, Wrightia 7: 90 (1982).
- Trimezia sobolifera Ravenna, Phytologia 56: 193 (1984).
- Trimezia sooretamensis Ravenna, Onira 8: 38 (2003).
- Trimezia spathata (Klatt) Baker, Handb. Irid.: 66 (1892).
- Trimezia spectabilis Ravenna, Bonplandia (Corrientes) 2: 278 (1968).
- Trimezia steyermarkii R.C.Foster, Rhodora 64: 310 (1962).
- Trimezia suffusa Ravenna, Onira 8: 38 (2003).
- Trimezia truncata Ravenna, Bol. Soc. Argent. Bot. 10: 320 (1965).
- Trimezia unca Ravenna, Onira 8: 39 (2003).
- Trimezia violacea (Klatt) Ravenna, Revista Inst. Munic. Bot. 2: 60 (1964).